# Sue Mongredien
Sue Mongredien, född 1970, är en engelsk författare av flickböcker och bor i Bath med man och tre barn. Hon skriver även vuxenböcker och har släppt ett tiotal böcker som alla har blivit bästsäljare i feelgoodgenren i England, under pseudonymen Lucy Diamond. 
På svenska har hennes barnboksserie Den hemliga sjöjungfrun utgivits på Tukan förlag, Göteborg. 
Dessutom har hon under sin pseudonym Lucy Diamond släppt bokserien Strandcaféet på förlaget Printz Publishing:
- Strandcaféet (7 juni 2017)
- En sommar i Brighton (5 juni 2018)
- Snöfall över strandcaféet (18 oktober 2018)
- En sommar i Devon (23 maj 2019)

## Fotnoter
1. ↑  CONOR.Sl, CONOR.SI-ID: 136281699, läst: 9 oktober 2017.[källa från Wikidata]
2. ↑  British National Bibliography, British National Bibliography person-ID: DiamondLucy1970-, läs online, läst: 9 oktober 2017.[källa från Wikidata]
3. ↑  Internet Speculative Fiction Database, ISFDB författar-ID: 130580, läst: 9 oktober 2017.[källa från Wikidata]
4. ↑  Libris, Kungliga biblioteket, 26 mars 2018, Libris-URI: dbqt114x4tg0l5b, läst: 24 augusti 2018.[källa från Wikidata]
5. ↑  ”Lucy Diamond”. https://www.printzpublishing.se/forfattare/lucy-diamond. Läst 1 augusti 2019.
6. ↑  Källa: böckerna i serien Den hemliga sjöjungfrun